# George Square, Glasgow
George Square (škotskogelsko Ceàrnag Sheòrais) je glavni mestni trg v mestu Glasgow na Škotskem. Je eden od šestih trgov v središču mesta, drugi pa so Stolnični trg, Trg svetega Andreja, Trg svetega Enoha, Trg kraljeve menjave in trg Blythswood na griču Blythswood.
George Square, ki je bil poimenovan po kralju Juriju III. in je bil prvotno zgrajen leta 1781, a se ni razvijal še nadaljnjih dvajset let, je obdan z arhitekturno pomembnimi stavbami, vključno z razkošnimi občinskimi stavbami, znanimi tudi kot Glasgow City Chambers, katerih temeljni kamen je bil položen l. 1883, na zahodni strani pa pri Trgovski hiši. Chambers, ki jih je zgradila Glasgow Corporation, so stalni sedež mestnega sveta Glasgowa. Panoramska grafika Josepha Swana iz leta 1829 prikazuje zgodnji razvoj trga in okoliških stavb.
Trg se ponaša s pomembno zbirko kipov in spomenikov, vključno s tistimi, posvečenimi Robertu Burnsu, Jamesu Wattu, siru Robertu Peelu in siru Walterju Scottu.

## Zgodovinski razvoj
Srednjeveški Glasgow je imel veliko območje skupnih pašnikov zahodno in severno od mesta. Mestno čredo goveda so vsak dan peljali po neasfaltirani cesti, imenovani Cow Lone, ki je vodila od zahodnega pristanišča Trongate na pašnik na skupnem območju, nato pa naprej v Cowcaddens, kjer so zvečer molzli živino pred vrnitvijo. Dolgi ozki zadnji vrtovi ali riggi so potekali severno od posesti Trongate in tvorili območje Langcroft, vzdolž njegove severne meje pa je Back Cow Lone zagotavljal alternativno pot zahodno od High Street. Cow Lone je tekla proti severu med deželami Meadowflat (na zahodu) in posestvom Ramshorn, ki je bilo na severu omejeno z Rottenrow laneom, na vzhodu pa z Deanside Brae, navzdol preko Greyfriar's Wynd (Shuttle Street) do Candleriggs. Ta zemljišča so postala last Georgea Hutchesona leta 1609. Hutchesonova bolnišnica je poskušala dati območja v najem majhnim posestvom ali vrtnarjem, vendar je bila zemlja slaba. Leta 1772 so mestni sodniki kupili zemljišči Ramshorn in Meadowflats.
Od leta 1750 je bogastvo s tobakom, sladkorjem in bombažem prineslo hitro širitev proti zahodu z novimi ulicami, postavljenimi vzdolž ploščadi, vključno z ulicami Argyle Street, Virginia Street leta 1753 in Miller Street leta 1762. Cow Lone, neprehodna v mokrem vremenu, je bila leta 1766 po kraljici soprogi Velike Britanije in Irske, Charlotte preimenovana v Queen street in tlakovana do križišča z Back Cow Lone, ki je bila leta 1772 poravnana in preimenovana v Ingram Street. Tega leta je mestni geodet James Barrie (ali Barry) izdelal mrežni načrt za zemljišča Ramshorn, podoben načrtovanemu razvoju v Londonu in Craigovemu mrežnemu načrtu iz leta 1766 za novo mesto Edinburg. Barrie je leta 1781 izdelal še en načrt, leta 1782 pa je svet Glasgowa sprejel mrežo, ki je vključevala velik trg. To je zagotovilo »pravilen načrt za linijo ulic, ki se jih je moral držati vsak kupec«, kasneje pa se je razširil čez Meadowflats. Leta 1782 je bila na trgu George Square zgrajena hiša za dve družini, nato pa je sledil štiriletni premor, preden se je začela hitra rast. Neposredno v skladu s predvidenim podaljškom Queen Street je bil okoli leta 1783 zgrajen velik dvorec južno od Rottenrow Lane kot Bailie George Crawford's Lodging, kasneje znan kot Glasgow House.
Jurjev trg, kot je bil prvotno znan, je dobil ime po kralju Juriju III. Nove ulice, poimenovane po kraljevi družini, so vključevale Hanover Street in Frederick Street. Okoli leta 1790 je razvoj severno od Trongate postal znan kot Novo mesto Glasgowa (pri regeneraciji po letu 1980 je bilo to splošno območje preimenovano v Merchant City).
Med letoma 1787 in 1820-imi so bile po obodu Jurjevega trga zgrajene jurijanske terase. Zahodna stran (v liniji z ulico Queen Street) je bila trinadstropna visoka stavba s šestimi stanovanji, ki je imela tri vhode s prehodi do stopnic za obračanje na zadnji strani za zgornja stanovanja. Ta »preprosta bivališča« so bila »bivališča mnogih najuglednejših družin«, vendar so bila kritizirana, češ da so bila videti kot vojaške barake ali bombažna tovarna. Vzhodna stran je bila dvonadstropna visoka terasa »udobnih stanovanjskih hiš z dvojnimi stopnicami v drugo nadstropje«. Do leta 1807 je južni konec te terase zasedel hotel, ki je kasneje postal hotel George.
Na južni in severni strani so imele terase velikih mestnih hiš tri nadstropja nad kletjo, ki jo je osvetljeval od tlaka ograjen ugrez. Kot je glasgowski zgodovinar James Denholm zapisal o George's square leta 1804: »Tukajšnje stavbe so zelo elegantne, zlasti tiste na severu; ki zaradi lepote zasnove in okusa, prikazanega pri izvedbi, daleč presegajo katero koli drugo bodisi v tem mestu ali na Škotskem.« Severna stran je bila dokončana v letih 1807–1818 s tremi mogočnimi mestnimi hišami, zgrajenimi med Queen Street in Hanover Street.
James Ewing iz Strathleven je leta 1815 kupil Glasgow House, njena posest pa je postala znana kot Queen Street Park. Vrane so gnezdile na visokih drevesih okoli njegovega dvorca in dobil je vzdevek Craw Ewing. Središče trga George Square je bilo uporabljeno kot odlagališče odvečne zemlje in odpadkov okoli stoječega bazena, ograjeno je bilo z ograjo in uporabljeno za pašo ovac. Prvi kip, postavljen leta 1819 na jugu trga, ki gleda na Miller Street, je spominjal na sir Johna Moora iz Corunne.
Leta 1825 je korporacija naročila Stewartu Murrayju, kustosu in krajinskemu arhitektu kraljevih botaničnih vrtov v Sandyfordu, naj izboljša trg. Uredil ga je z vijugastimi stezami, drevesi in grmovnicami, okrog pa ogradil z železno ograjo. V šotorih so bile organizirane razstave cvetja. Osrednje mesto je bilo uporabljeno za obeležitev aira Walterja Scotta s prvim njemu posvečenim spomenikom. 80-čevljev nažlebljeni dorski steber iz peščenjaka Giffnock liver rock je zasnoval zmagovalec natečaja arhitekt David Rhind, ki je imenoval Johna Greenshieldsa za oblikovanje zgornjega kipa, ki ga je izdelal John Ritchie. Spomenik je bil dokončan leta 1837, nekaj let preden so Scotta obeležili spomin v Edinburghu.
Od marca do julija 1834 je škotska družba Steam Carriage Company vsako uro izvajala prevoz do Paisleyja s končne postaje na severovzhodnem vogalu trga. Leta 1838 je James Ewing prodal Glasgow House železnici v Edinburghu in Glasgowu, ki sta jo porušila in na njenem ozemlju zgradila svojo končno postajo s postajnimi stavbami na ulici Dundas. Odprli so jo leta 1842 in so jo kasneje poimenovali postaja Queen Street, njen glavni vhod pa je neposredno nadaljevanje ulice Queen Street. Več bližnjih hiš so kmalu preuredili v bivališča za popotnike. Glasgow and Edinburgh Chop House and Commercial Lodgings, na zahodni strani trga, je prevzel George Cranston malo preden se je leta 1849 rodila njegova hčerka Kate Cranston. Preimenovali so ga v Edinburgh and Glasgow Hotel in pozneje poznan kot Cranston's Hotel. Okoli leta 1855 so bile mestne hiše na severni strani trga spremenjene v The Royal, The Crown in The Queen's Hotel. Cranstonovi, ki so želeli povečati svoje prostore, so se okoli leta 1860 preselili v hotel Crow, tretji z južnega konca. Okoli leta 1866, potem ko sta bili porušeni dve stanovanjski stavbi na južnem koncu, so se Cranstonovi preselili v hotel Crown na severni strani trga.
Ob južni strani so terase dobile nove namene ali pa so bile zgrajene nove stavbe, vključno s poslovno rabo, proizvodnjo in stanovanji. Okrog leta 1863 je podjetje Henry Monteith & Co. dalo zgraditi pisarne v italijanskem renesančnem slogu, ki jih je verjetno zasnoval John Burnet.
Leta 1865 sta bili porušeni dve južni stanovanjski stavbi na zahodni strani in na njunem mestu v letih 1867–1870 je bila zgrajena italijanska stavba Bank of Scotland, ki jo je zasnoval John Thomas Rochead,  čemur je v letih 1874–1876 sledila ustrezna razširitev navzgor po osrednji tretjini bloka. Višina brega se je odražala v Trgovski hiši (1875–1880), vendar je bila simetrija neuravnotežena zaradi njenega vogalnega stolpa in kasnejšega dodatka dveh nadstropij.
Glasgow Corporation je prevzela upravljanje trga George Square leta 1862. Ko je valižanski princ leta 1878 položil temeljni kamen pošte, so bile s trga odstranjene železne ograje, oblikovane so prečne steze in uvedene gredice.
Terasa hiš vzdolž vzhodne strani trga je bila porušena leta 1883 kot mesto za Glasgow City Chambers, ki jo je zasnoval arhitekt William Young. Njen temeljni kamen je bil položen 6. oktobra 1883, stavba pa je bila dokončana leta 1889.
Terasa, zgrajena 1807–1818 med Queen Street in Hanover Street na severni strani trga, je postala znana kot Queen's Hotel. Leta 1905 je postal North British Station Hotel družbe North British Railway, podstrešje pa je bilo spremenjeno v četrto nadstropje pod mansardno streho, ki je nudila dodatne nastanitve. Od leta 1878 je Kate Cranston dosegla velik uspeh s svojimi čajnicami. Po moževi smrti leta 1917 je prodala nekaj svojega premoženja, vključno s čajnicami Willow Tearooms, in se pri 68 letih naselila v North British, ki je bil zdaj zadnji hotel na trgu, in si ogledovala mesta hotelov, kjer se je rodila  in odraščala. Leta 1933 se je preselila v hišo, kjer je zanjo skrbela spremljevalka, in umrla je 18. aprila 1934. Po nacionalizaciji je hotel prešel pod British Transport Hotels. Zatrep ukrivljene steklene strehe postaje Queen Street je ostal viden nad glavnim vhodom do leta 1969, ko je bila zgrajena nova stavba, podprta s stebri nad vhodom: to je kasneje postalo razširitev hotela. Leta 1984 je britanska železnica prodala hotel, ki se je zdaj imenoval Copthorne Hotel, leta 1986 pa je bil ob njegovem pročelju zgrajen zimski vrt v pritličju, ki sega do pločnika trga. Kasneje so ga preimenovali v Millennium Hotel in je zdaj zaščitena stavba, edina preživela prvotna terasa okoli trga George Square.
Pri večji rekonstrukciji postaje Queen Street so bile porušene njene stavbe vzdolž trga George Square in za vogalom ulice Dundas, gradnja novega zastekljenega vhoda s trga George Square se je začela decembra 2018. Hotel Millennium je predstavil predloge za večja dela, vključno z novimi sobami zamenjati tiste, ki so bili nad vhodom postaje.

## Izstopajoče stavbe
Danes na vzhodni strani trga, ki povezuje North Frederick Street in South Frederick Street, prevladuje okrašena Glasgow City Chambers, ki jo je zasnoval arhitekt William Young in je bila dokončana leta 1889.
Na južni strani, ki povezuje ulico Cochrane Street in St Vincent Place, je nekdanja glavna pošta, zgrajena leta 1878, v bloku med ulicama South Frederick Street in South Hanover Street. Leta 2007 so jo preuredili v pisarne. Blok med to in ulico Queen Street ima poslovno stavbo v čikaškem slogu iz leta 1924. Glavni mestni turistični informacijski center, ki je bil prej na trgu, je zdaj na ulici Buchanan.
Severna stran, ki poteka vzdolž ulice George Street proti univerzi Strathclyde, ima vhod na postajo Queen Street, ki ji sledi terasa s tremi mestnimi hišami, zgrajenimi v letih 1807–1818, ki so bile leta 1905 povečane z dodatnim nadstropjem kot hotel North British Railway's Hotel (zdaj Hotel Millennium). Vzhodno od ulice North Hanover je bila leta 1979 zgrajena hiša George House (ki je zamenjala starejšo stavbo v jurijanskem slogu), da bi zagotovila dodatne pisarniške prostore za mestni svet Glasgowa. Dolga leta so bile pisarne finančne in pravne družbe Ernst & Young v Glasgowu. Od zgodnjih 1960-ih nad severnim pogledom na trg prevladuje stolpnica Glasgow College of Building and Printing (za nazaj znana kot Met Tower), ki stoji na polovici ulice North Hanover Street.
Queen Street, ki poteka vzporedno z zahodno stranjo trga, je imela prej vrsto hotelov, zdaj pa ima zgradbo Merchants' House za ceh, ustanovljen leta 1603, da bi določil pravice, dolžnosti in privilegije trgovcev in obrtnikov v Glasgowu. Westbourne Music redno nastopa tukaj v seriji Merchants Music, prav tako jazzovski ansambli in drugi instrumentalisti. V stavbi je tudi Glasgowska gospodarska zbornica, ustanovljena leta 1783. Zasnoval jo je John Burnet in odprl leta 1874, dve nadstropji pa je trgovski hiši dodal njegov sin J. J. Burneta leta 1907, na vrhu pa je stolp s kupolo, na katerem je emblem hiše ladja na globusu, ki spominja na pomen pomorske trgovine za blaginjo Glasgowa. Na zahodni strani je tudi nekdanja stavba Bank of Scotland, še več palač pa se razteza do St Vincent Place in Buchanan Street.

## Spomeniki in kipi
Vzhodna stran samega trga je obdana z dvema tratama in je tudi kraj Glasgowskega kenotafa, ki ga je zasnoval sir John James Burnet in je bil prvotno zgrajen v spomin na prebivalce Glaswega, ubite v prvi svetovni vojni. Zasnoval ga je leta 1921, leta 1924 pa ga je predstavil feldmaršal Earl Haig.
24 m steber v središču trga slavi avtorja sira Walterja Scotta. Postavljen je bil leta 1837. Okoli trga je enajst od mnogih drugih javnih kipov v Glasgowu: edini znani konjeniški kipi mlade kraljice Viktorije leta 1854 na St Vincent Placeu na ulici Buchanan in leta 1866 prestavljeni na George Square poleg njenega moža princa Alberta leta 1866. Oba je izklesal Carlo Marochetti, postavljena leta 1865 oziroma 1866; pesnika Robert Burns, ki ga je izklesal George Edwin Ewing, 1877 in Thomas Campbell, ki ga je izklesal William Bodie, 1877; izumitelj James Watt, ki ga je izklesal Francis Leggatt Chantrey, 1832; kemik Thomas Graham, ki ga je izklesal William Brodie, 1872; General sir John Moore, ki ga je izklesal John Flaxman, 1819, in feldmaršal Lord Clyde, ki ga je izklesal John Henry Foley, 1868; in politiki William Ewart Gladstone, ki ga je izklesal William Hamo Thornycroft, 1902, Robert Peel, ki ga je izklesal John Mossman, 1859, in James Oswald, ki ga je izklesal Carlo Marochetti, 1856, ki se je najprej nahajal na Charing Crossu in preselil na George Square leta 1875.